# Дзеверін Ігор Олександрович
І́гор Олекса́ндрович Дзеве́рін (5 листопада 1929 , Драбів, Драбівський район, Прилуцька округа, Українська СРР, СРСР  — 12 лютого 2001 , Київ ) — український літературознавець, критик.

## Біографія
Народився 5 листопада 1929 року в селі Драбів, нині смт Черкаської області. 1952 закінчив Львівський університет.
Працював в Інституті літератури імені Тараса Шевченка: від 1966 — завідувач відділу, від 1978 до 1991 — директор.
1961–1972, 1980–1989 — головний редактор журналу «Радянське літературознавство» (від січня 1990 — «Слово і час»).
15 січня 1988 обрано академіком АН УРСР (нині — Національна академія наук України).
Наукові дослідження присвячені творчості українських письменників, зокрема Володимира Винниченко, Остапа Вишні, Олеся Гончара; літературним поглядам  російських критиків XIX сторіччя, питанням теорії літературно-художньої критики. Голова редколегії та один із авторів «Історії української літератури» (у 2-х томах., К., 1987–88), відповідальний редактор Української літературної енциклопедії (1988–95). Автор книг «Остап Вишня: Нарис» (1957), «Проблема сатири в революційно-демократичній естетиці» (1962; обидві – Київ). "Русские советские поэты Украины" (у співавторстві із Купрянов І. Т., 1987) та інших.
Помер 12 лютого 2001 року в Києві.

## Премії
- 1988 — Державна премія УРСР імені Тараса Шевченка (разом ще із сімома вченими) за наукову редакцію, підготовку текстів та упорядкування Зібрання творів Івана Франка в 50 томах.